# آتینگ مو
آتینگ مو (انگلیسی: Athing Mu؛ زادهٔ ۸ ژوئن ۲۰۰۲) دونده زن اهل ایالات متحده آمریکا است.
وی در مسابقات کشوری و بین‌المللی در مجموع برندهٔ ۲ مدال طلا، ۱ مدال نقره شده‌است.